# 爱德华·托尔曼
爱德华·托尔曼（Edward Chace Tolman，1886年—1959年），美国心理学家、美国加州大学伯克利分校心理学教授，以研究行为心理学著称。

## 早年生活
1886年，爱德华·托尔曼出生在美国马萨诸塞州的西牛顿，是加州理工学院物理学家理查德·托尔曼（Richard Chace Tolman）的兄弟。爱德华·托尔曼就读于麻省理工学院，1915年获得哈佛大学哲学博士学位。

## 学术生涯

### 行为心理学
尽管托尔曼在方法论上是一位坚定的行为主义者，但是他不是像伯尔赫斯·弗雷德里克·斯金纳那样的激进行为主义者。正如《动物与人类的有意行为》一书的标题所显示的，他试图用行为的方法来获得对人类与动物的心理过程的理解。在他对小白鼠学习的研究中，托尔曼寻求论证动物能够学习关于世界的事实
它们能够后来在更灵活的意义上使用，而不是仅仅学习环境刺激后产生自动反应。用当时的语言，托尔曼是一位"S-S" (刺激-刺激)，而不是reinforcement理论家：
1946年，托尔曼与Ritchie、Kalish 合作完成了一篇关键性的论文，论证小白鼠在探究一个内有食物的迷宫时，
此外，当20世纪末动物心理学家在人类认知心理学领域取得成功，并重新开始对动物认知的研究时，他们中许多人转向托尔曼思想和他的迷宫技术。在20世纪中叶三位动物心理学大师——托尔曼、赫尔和斯金纳中，目前托尔曼的理论在学术研究方面最有活力。
托尔曼最著名的是他对小白鼠走迷宫的研究，发表了许多实验报告，其中最著名的是1946年他与Ritchie、Kalish 合作完成的论文。他在理论上主要的贡献有：1932年出版的书籍《动物与人类的有意行为》，以及在《心理学评论》上发表的一系列论文《The determinants of behavior at a choice point》（1938年）、《小白鼠和人类的认知地图》（1948年）、《Principles of performance》（1955年）。

### 出版著作
托尔曼非常关心心理学应当应用于解决人类问题，除了专业出版物之外，他还写过一本书《Drives Toward War》。

### 加州大学伯克利分校
从1918年一直到1954年，爱德华·托尔曼的大半生都在柏克莱加州大学度过，在那里讲授心理学。
他是在1950年代初麦卡锡主义时期被加州大学准备解雇的几位高级教授之一，因为他拒绝签署一份忠诚誓言，不是因为他缺乏对美国的忠诚，而是因为这破坏了学术自由。托尔曼是反对宣誓的领袖之一。加州大学董事会准备解雇他的时候，托尔曼提出控诉。经过法庭诉讼，最后加州高等法院在1955年判决推翻誓言，强制让所有拒绝签字者复职。

## 荣誉纪念
1963年，由于加利福尼亚大学校长克拉克·克尔（Clark Kerr）的坚持，伯克莱加州大学将新建的教育与心理学系大楼命名为“托尔曼堂”以纪念他；他的遗孀出席了命名仪式。他的肖像悬挂在这座建筑的门廊处。

### 引用
1. ↑   (PDF). National Academy of Sciences. （原始内容存档 (PDF)于2018-10-24）.
2. ↑  Bergman, Barry. . Berkeley News. 2014-11-13  [2019-08-23]. （原始内容存档于2019-07-23） （美国英语）.